# Prometopus chromoneura
Prometopus chromoneura là một loài bướm đêm trong họ Noctuidae.